# Campeonato Europeo de Taekwondo de 1980
El III Campeonato Europeo de Taekwondo se realizó en Copenhague (Dinamarca) entre el 14 y el 17 de octubre de 1980 bajo la organización de la Unión Europea de Taekwondo (ETU) y la Federación Danesa de Taekwondo.

## Medallistas

### Masculino
| Evento | Oro                           | Plata                              | Bronce                                                     |
| ------ | ----------------------------- | ---------------------------------- | ---------------------------------------------------------- |
| –48 kg | Reinhard Langer RFA           | Roberto Pettineo · Italia          | Emilio Azofra España                                       |
| –52 kg | Rudy Wong Fat · Países Bajos  | John Willy Hansen Dinamarca        | A. Barbatol · Italia · Axel Straube · RFA                  |
| –56 kg | Geremia Di Constanzo · Italia | Jesús Benito España                | Christian Aubert · Bélgica · Michael Pizybyla · RFA        |
| –60 kg | Raffaele Marchione · Italia   | Jimmi Nakel Dinamarca              | Adrian van Esch · Países Bajos · Antonio Vilches · España  |
| –64 kg | Henk Horsten · Países Bajos   | Daniel Pirchmoser · Austria        | Antonio Caldora · Italia · Søren Juel Nielsen · Dinamarca  |
| –68 kg | Lindsay Lawrence Reino Unido  | Yılmaz Helvacıoğlu Turquía         | Kent Jakobsen · Dinamarca · Ruben Thijs · Países Bajos     |
| –73 kg | Chris Sawyer Reino Unido      | Per Madsen Dinamarca               | José Sánchez Elez · España · Hans Spierings · Países Bajos |
| –78 kg | Richard Schulz RFA            | John Pedersen Dinamarca            | Ireno Fargas España Patrick Stanczak Francia               |
| –84 kg | Dirk Jung RFA                 | Ben Oude Luttikhuis · Países Bajos | Rafael Devesa · España · Walter Gacciatore · Italia        |
| +84 kg | Michael Arndt RFA             | Herry Prijs · Países Bajos         | M. Corsaro · Italia · Francisco Senen · España             |

### Femenino
| Evento | Oro                           | Plata                                 | Bronce                                                        |
| ------ | ----------------------------- | ------------------------------------- | ------------------------------------------------------------- |
| –44 kg | Laila Jensen Dinamarca        | Chiara Mastroianni · Italia           | —                                                             |
| –48 kg | Antonietta la Pietra · Italia | Marion Gal RFA                        | —                                                             |
| –52 kg | Elvira Trovato · Italia       | Ursula Mach RFA                       | J. Kottelaar · Países Bajos · Una Møller-Petersen · Dinamarca |
| –57 kg | Dorothea Kapkowski RFA        | Pasqualina Mirabella · Italia         | Lene Lauridsen Dinamarca                                      |
| –62 kg | Sabine Hunkel RFA             | Jolanda Basten-Crapels · Países Bajos | Gerda Hendrix · Bélgica · Filomena la Marca · Italia          |
| –67 kg | Sylvia Winkelmann RFA         | Anita Sanita · Italia                 | Helle Mølby · Dinamarca · Linda Michielsen · Bélgica          |
| +67 kg | Sonja Pool · Países Bajos     | Anna Costa · Italia                   | Jutta Gauss RFA                                               |

## Medallero
| Núm. | País         | Oro | Plata | Bronce | Total |
| ---- | ------------ | --- | ----- | ------ | ----- |
| 1    | RFA          | 7   | 2     | 3      | 12    |
| 2    | Italia       | 4   | 5     | 5      | 14    |
| 3    | Países Bajos | 3   | 3     | 4      | 10    |
| 4    | Reino Unido  | 2   | 0     | 0      | 2     |
| 5    | Dinamarca    | 1   | 4     | 5      | 10    |
| 6    | España       | 0   | 1     | 6      | 7     |
| 7    | Austria      | 0   | 1     | 0      | 1     |
| 7    | Turquía      | 0   | 1     | 0      | 1     |
| 9    | Bélgica      | 0   | 0     | 3      | 3     |
| 10   | Francia      | 0   | 0     | 1      | 1     |
|      | TOTAL        | 17  | 17    | 27     | 61    |